# NGC 5147
NGC 5147 је спирална галаксија у сазвежђу Девица која се налази на NGC листи објеката дубоког неба.
Деклинација објекта је + 2° 6' 1" а ректасцензија 13h 26m 19,6s. Привидна величина (магнитуда) објекта NGC 5147 износи 11,7 а фотографска магнитуда 12,3. Налази се на удаљености од 21,6000 милиона парсека од Сунца. NGC 5147 је још познат и под ознакама UGC 8443, MCG 0-34-33, CGCG 16-69, IRAS 13237+0221, PGC 47027.